# Одбрамбено истраживачкa развојна организација
Одбрамбена Истраживачка Развојна Организација (ОИРО) је државна агенција Републике Индије, задужена је за војна истраживање и развој, са седиштем у Њу Делхију. Формирана је 1958. године спајањем Техничко развојне установе и Дирекције за технолошки развој и производњу са Одврамбено научном установом. Она се налази под државном контролом Министарства одбране, и индијске владе. 
Располаже мрежом од 52 лабораторија, које се баве развојем одбрамбених технологија које покривају различите области, као што су: аеронаутика, наоружање, електроника, копнена борбена техника, природне науке, материјалима, пројектилима, поморским системима, ОИРО је највећа и најразноврснија истраживачка организација Индије. Организација обухвата око 5.000 научника који припадају Истраживако и Развојој Служби Одбране (ИРСО) и око 25.000 других научника, техничког и помоћног особља.